# Бакенбарди

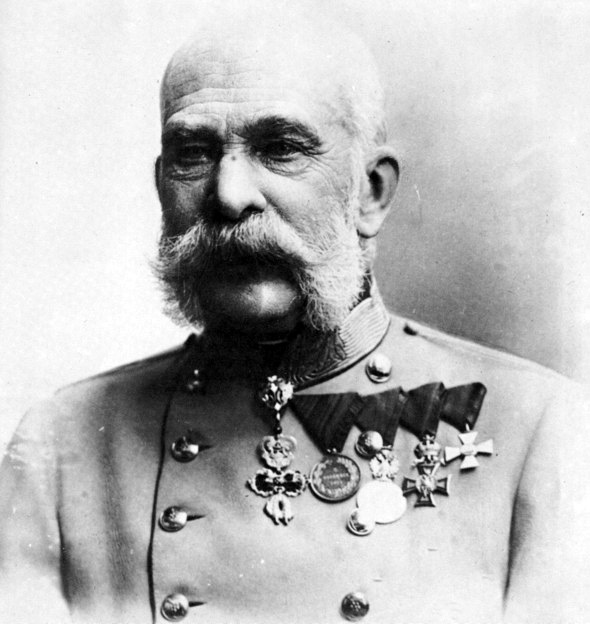
Імператор Франц Йосиф I дав назву одному зі стилів бакенбард.

Бакенба́рди (нім. Backenbart, укр. па́бороди) — смужка волосся, що зростає між скронями і ротом.
Бакенбарди увійшли в моду в Англії наприкінці XVIII століття, коли вони покривали вузькою смужкою щоки від волосся до рота. У XIX століття столітті виділилося два основні типи бакенбард. Перший називався римсько-ампірський, коли вони зливалися з зачіскою, а другий — англійський, при якому волосся в бакенбардах було довшим і трохи відставало від щік.
Бакенбарди були у моді протягом всього XIX століття і зійшли нанівець приблизно на поч. XX століття. Наприкінці 60-х рр. XX століття бакенбарди і баки увійшли знову в моду чоловічих зачісок як символ свободи й непокори. Вперше їх стала носити молодь у США в 1967 році, потім мода поширилася на весь світ включаючи і СРСР. Варіантів носіння бакенбард в ті роки було як правило два: вони були практично заховані під довгі зачіски-шапки, що закривали вуха, або їх було добре видно при зачісках не великого обсягу з проділом і які не закривали вуха. Форму і розміри бакенбарди могли мати будь-які від маленьких, до самого підборіддя. Так бакенбарди стали носити зірки шоу-бізнесу і музиканти Елвіс Преслі, Count Five та ін. Вийшли бакенбарди з моди на початку 80-х років ХХ століття.

## Різновиди
- Бакенбарди а-ля Франц Йосиф I — широкі бакенбарди з вусами, які передбачають виголене підборіддя. Якщо підборіддя не було поголене, то обидва кінці бакенбард внизу завершувалися борідкою у вигляді букви W.
- Сенаторські бакенбарди — різновид, при якому бакенбарди не сполучені одна з одною і носяться без бороди і вусів.
- Фрезі (Frase) — форма бороди, яку носили семіти в Вавилонії. Представляли собою бакенбарди разом з бородою, але без вусів.
- Фаворит (Favoris) — вузькі бакенбарди, що обрамляють щоки. Вони були модні в першій половині XIX століття.[2]